# Lac East (Oregon)
Pour les articles homonymes, voir Lac East.
Le lac East (en anglais : East Lake) est un lac américain du comté de Deschutes, dans l'Oregon. Lac de cratère situé dans la caldeira Newberry, il est protégé au sein du Newberry National Volcanic Monument.